# Benet Viñes Martorell
Benet Viñes Martorell   (Poboleda, 1837 - l'Havana, 1893), sacerdot de la Companyia de Jesús, va ser un científic altruista que, destinat per l'orde al seu col·legi de l'Havana, va dur a terme estudis meteorològics que establiren els mètodes per al pronòstic de ciclons, de fet, va ser el primer a efectuar-ne un, formulat científicament, l'any 1875; les seves prediccions estalviaren moltes pèrdues materials i humanes. Les seves obres, en especial Apuntes relativos a los huracanes de las Antillas (1877) i les anomenades Lleis Viñes (1893), l'hi atorgaren el reconeixement de la comunitat científica internacional. Aquestes lleis formulades pel pare Viñes van ser imprescindibles per a fer pronòstics al Carib fins a la dècada dels quaranta del segle xx, moment en què foren perfeccionades.
Ja abans d'enunciar les Lleis Viñes, en 1888, un dels més influents meteoròlegs dels Estats Units d'Amèrica va proposar anomenar "viñesas" els huracans. És l'únic espanyol esmentat al magne Compendium of Meteorology (1950) de l'American Metereological Society. Fill il·lustre de la seva vila natal, consta inscrit al Panteó de Cubans Il·lustres i científics dels Estats Units d'Amèrica el recorden amb afecte.
El New York Herald va dir de Benet Viñas que era un "eminent meteoròleg" i "una alta autoritat". El Pilot Chart of the North Atlantic Ocean, l'any 1889, afirmava que era la primera autoritat mundial en matèria de ciclons: "La gran capacitat científica, infatigable energia i oportunitats inigualables de l'eminent de l'Havana, han vinculat el seu nom, inseparablement, amb tots els avenços recents en el coneixement d'aquestes tempestes".

## Biografia

### Joventut
Benet Viñes va néixer al carrer Major núm. 27 de Poboleda, un petit poble de la comarca del Priorat, l'activitat econòmica del qual era, bàsicament, l'agricultura de secà. Segons explicava el mateix Benet Viñes molts anys més endavant, el seu pare, Carles Viñes, propietari i probablement pagès gras, sovint era consultat pels seus conciutadans sobre els canvis meteorològics imminents. El pare de Benet morí el 1846 i la mare, Teresa Martorell, decidí traslladar-se amb el xiquet a les Borges del Camp d'on ella era nadiua. El setembre de 1850, ingressa en el seminari de la Rambla Vella a Tarragona amb la idea de fer-se capellà; hi consta com alumne fins al maig de 1855 i entre les seves qualificacions abunden els excel·lents i els meritissimus.

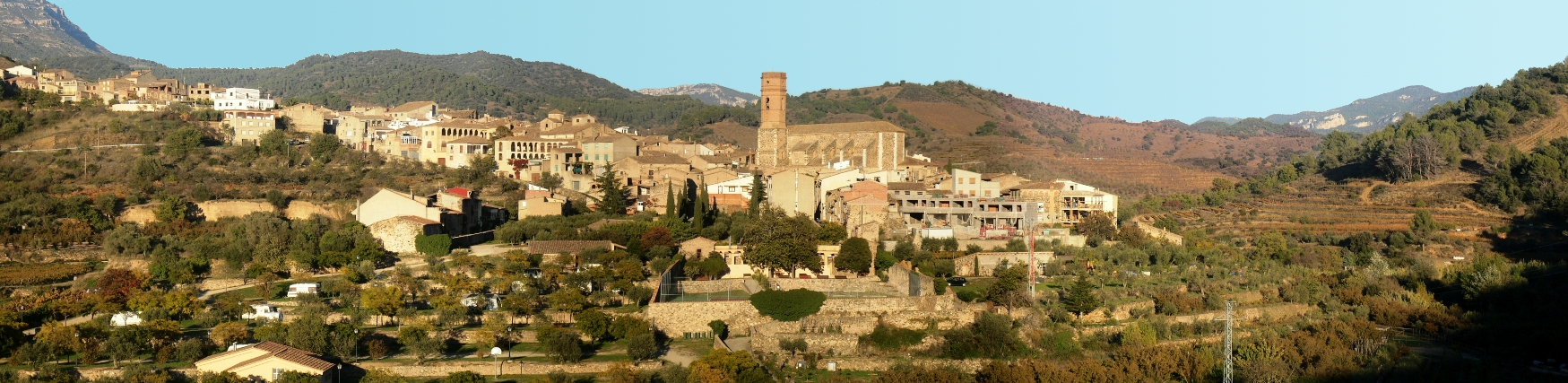
Poboleda

Als 18 anys, amb la intenció de fer el noviciat a la Companyia de Jesús i atès que el noviciat principal de l'orde, ubicat a Loiola (País Basc), estava tancat a conseqüència del bienni progressista d'Espartero, ingressa al noviciat de Mallorca. El gener de 1857, al mig any de la seva estada a l'illa, la situació política ha variat i Benet es desplaça a Loiola per a continuar el noviciat; l'any 1858 hi fa els primers vots. En informes de la Companyia d'aquests anys ja s'indica la precària salut de Viñes: «Eius vires mediocres, salut mediana».
El mateix 1858, es troba estudiant Ciències al seminari de Salamanca, que en realitat era el seminari de la diòcesi però el dirigien membres de l'orde jesuïta. El setembre de 1860, per saturació del seminari de Salamanca, es desplaça amb altres alumnes al convent de San Marcos a Lleó per cursar-hi el tercer any. El setembre de 1861 torna a estudiar a Salamanca per fer-hi el curs següent; a la vegada, imparteix com a professor de novicis classes de física, ciències naturals, química, història natural i matemàtiques; més endavant també va ensenyar música. L'ordenació com a sacerdot arribaria més tard, normalment no abans dels 33 anys segons norma de l'orde jesuïta.
Viñes era de constitució feble, delicada; de mirada perspicaç i intel·ligent, usava ulleres petites. Arran de La Gloriosa, la revolució de 1868 que feu abdicar Isabel II i va suprimir l'orde jesuïta a Espanya, malgrat que no a Cuba, en mig d'un ambient popular força hostil envers l'orde s'exilià a França, al col·legi de Laval (Mayenne); després d'una estada a Angers (Maine i Loira), es desplaça al col·legi màxim jesuïta a Poiana (Landes) on finalitzaria els seus estudis sacerdotals i seria ordenat el mes de juliol de 1869, als trenta-dos anys. El febrer de 1870, destinat pels seus superiors al Col·legi de Betlem que la Companyia de Jesús regentava a l'Havana, embarca a Saint-Nazaire (Loira Atlàntic) en el vapor France que feia la travessa a l'Havana i Veracruz.

### Cuba

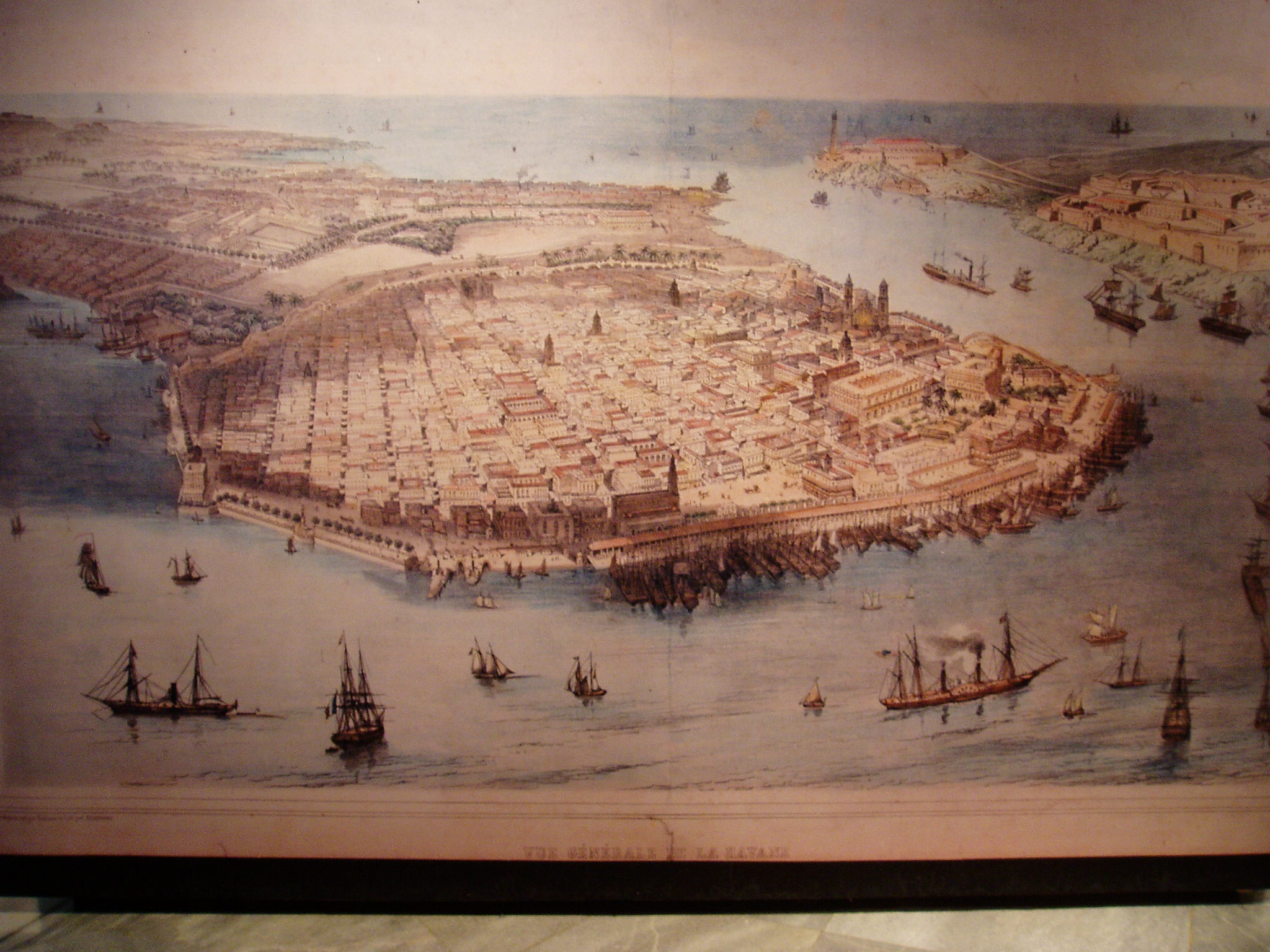
Mapa de L'Havana (s. XIX).

Només arribar li va ser encomanada la direcció de l'Observatori de Belén, integrat en el col·legi homònimm i en funcionament des de mitjan segle xix. Matinava i complia amb les seves obligacions eclesiàstiques. A continuació feia una observació visual de la nuvolositat, consultava els seus instruments meteorològics i anotava les dades pertinents i, després, interpretava les notificacions meteorològiques que rebia des de diversos indrets; de tot això en treia les seves conclusions. A migdia ja havia preparat el seu pronòstic i el transmetia gratuïtament a diferents institucions en forma d'Avisos; els diaris de la tarda el publicaven. Quan la situació era d'alerta, la seva dedicació es multiplicava.
Poques vegades devia errar en les seves prediccions, que eren molt apreciades per la població. El diari Triunfo feia molta crítica de l'Església, inclosa la Companyia de Jesús, i va deixar de rebre els avisos que l'observatori publicava; el diari, llavors, endegà una campanya de calúmnies contra Viñes però va ser castigat pels lectors amb la baixada de les seves vendes. Un altre diari, La Iberia, en una ocasió va editar els seus dubtes sobre la professionalitat del meteoròleg, però, espantat pel succeït amb Triunfo, rectificà ràpidament disculpant-se.
El 1873 seria anomenat Soci de Mèrit de la Real Academia de Ciencias Médicas, Físicas y Naturales de La Habana on desenvoluparia una intensa activitat, col·laborant-hi fins a la seva mort. En aquesta data, 1873, el pare Viñes ja patia problemes respiratoris que comportaren, a mitjans dels vuitanta, altres de cardíacs. Diagnosticada la malaltia, passava temporades a la Quinta la Asunción, una residència sanitària de l'orde jesuïta a l'Havana. Ja molt afectat, un any abans de morir, encara redactaria alguns dels seus "avisos" i, a darrera hora, la seva obra cabdal, Investigaciones Relativas a la Circulación y Traslación en los Huracanes de las Antillas. Segons escrigué el pare Gutiérrez Lanza, col·laborador i biògraf del científic: 
| « | Muchas veces, después de un agitado día y fatigoso, se pasaba en vela la noche entera, hasta que la enfermedad traidora, que por muchos años venía minando su existencia, y al fin lo llevó impensadamente, le dejaba sin aliento, forzándole a retirarse siquiera por algunos momentos a tomar algún descanso. | » |

### Els ciclons
Als sis mesos d'haver arribat Viñes a Cuba es desencadenaren dos fenòmens ciclònics de magnitud considerable que afectaren la sensibilitat del pare; de fet, a l'esdevingut durant els dies 7 i 8 d'octubre de 1870 se'l conegué com el Desastre de Matanzas. Segons paraules d'Alberto Linés Escardó, doctor en Ciències Físiques, meteoròleg i periodista:
| « | Viñes experimentó con toda crudeza que la realidad iba mucho más lejos que la imaginación. Tomó la resolución de que había que hacer algo y de que no era sencillo. | » |

Desenvolupament del cicló Gustau (en moviment a l'enllaç) al seu pas per Cuba el 10/08/08.

Ràpidament, mitjançant els seus coneixements, la interpretació d'observacions meteorològiques de diversos indrets del Carib i una sèrie de viatges pels territoris afectats pels ciclons, es va dedicar a la tasca d'entendre el desenvolupament i progressió d'aquests fenòmens atmosfèrics. Aquestes informacions i resultats dels seus estudis, Viñes els traduïa en els avisos que adreçava a les institucions pertinents, a fi que aquestes prenguessin mesures per a minimitzar els efectes devastadors que els ciclons ocasionaven, en especial pelvque fa a vides humanes, però també a instal·lacions industrials, mercantils i socials, transports marítims i terrestres...
Serveixen de referència per a entendre l'abast de les destruccions que ocasionaven els ciclons a Cuba els següents articles, bus publicats, respectivament, als periòdics La Aurora del Yumuri i Diario de la Marina; corresponen al citat Desastre de Matanzas que va assolar l'illa quan Viñes feia sis mesos que s'hi havia establert:
| « | Nunca había sentido Matanzas los efectos de desastres tan considerables ni jamás había experimentado tanta ruina y desolación. Los dos ríos que dividen a Matanzas salieron de su cauce y arrastraban en su veloz carrera a casas enteras que se desplomaban por la fuerza del viento y a infinidad de personas que huyendo no podían evadirse de la terrible corriente que las envolvía, para ir a perecer entre olas embravecidas. | » |

| « | Bastará saber que las aguas pasaban por el techo de las casas que están en la parte baja de la población, arrastrando en su corriente impetuosa a los que estaban en los caballetes. Según los partes de la policía se calcula en dos mil las personas que han perecido. | » |

El període 1871-1874 va ser de mínima activitat ciclònica al Carib i va acabar l'11 de setembre del 1875 quan un cicló de proporcions gegantines s'atansava a Cuba. Viñes, gràcies a les informacions de què disposava i a l'anàlisi que en feia d'elles, efectuà prediccions sobre la intensitat i recorregut d'aquest huracà al seu pas per l'illa; immediatament, va transmetre una sèrie d'avisos a les localitats susceptibles de ser-ne afectades que resultaren exactes. El mateix dia 11 el diari La Voz de Cuba publicava un "Última hora" que començava: «Recibimos ya a avanzada hora las siguiente líneas con que nos honra el Padre Viñes, Director del Observatorio del Colegio de Belén y nos apresuramos a darle publicidad...» i passava a descriure les prediccions del meteoròleg. I l'endemà, El Diario de Cienfuegos reconeixia l'encert de Viñes en un article que finalitzava: «Pláceme consignar que las predicciones del Observatorio de Belén han salido exactas, según suponíamos ayer». Aquestes referències periodístiques manifesten, a més de la professionalitat del científic, el reconeixement que li professava la ciutadania.
Els anys següents s'esdevingueren altres ciclons que el pare aconseguiria pronosticar i la seva fama augmentà. L'any 1876, en ocasió de l'acostament d'un huracà, es donà el cas que, havent emès l'observatori de Belén els seus pronòstics, l'autoritat portuària de l'Havana va prohibir la sortida d'embarcacions. El capità d'un vaixell nord-americà, el Liberty, es negà a complir l'ordre i es va fer a la mar. El Liberty va naufragar al Canal de Florida víctima de l'onatge i vents de més de 150 km/h; entre els nàufrags no se'n trobava cap embarcat a l'Havana, les prediccions del meteoròleg van ser-ne la causa. Aquest mateix 1876, Viñes va intentar establir una xarxa entre observatoris situats a diferents parts del Carib, aleshores inexistent, a fi de fer progressos en l'estudi del desenvolupament i la translació dels huracans. La genial idea, que es tracta més a baix, va agradar a l'Administració i a empreses privades però trigaria deu anys a dur-se a la pràctica.

### Viatge a Europa
El 5 d'abril de 1882 el pare Viñes, ara un científic reconegut, s'embarca a l'Havana amb destí a Barcelona. Abans de fer-ho s'havia adreçat als membres de l'Academia per a BTTfer-los-ho saber i oferir els seus serveis. El 25 d'abril ja és a destinació i des de la capital catalana inicia un recorregut que el portarà per Espanya, França, Bèlgica i Anglaterra durant prop de quatre mesos.
En aquests països es troba amb meteoròlegs i astrònoms de diferents institucions prestigioses amb els que comparteix coneixements. A Londres treballa amb el jesuïta londinenc Stephen Joseph Perry (1833–1889), director del Stonyhurst Jesuits College Observatory, emplaçat a la capital britànica; l'anglès l'assessorà sobre instruments meteorològics i l'adreçà als millors fabricants. A l'Observatori de Kew, prop de Londres, coneix el seu director, l'astrònom George Mathews Whipple (1842-1893), que l'instrueix en el camp del Magnetisme. El 29 d'agost, el diari de l'Havana El Avisador Comercial anota: 
| « | Bienvenida. Se la damos cordialmente al R.P.D. Benito Viñes por su vuelta a esta ciudad, a donde llegó ayer en el Vapor-Correo de la Península. | » |

Viñes tornava a Cuba carregat amb instrumental divers, el seu biògraf Alberto Linés Escardó anomena més de vint-i-vuit aparells: tres teodolits, un sextant, un cronògraf, un cronòmetre, un telescopi refractor amb objectiu de 152 mm de gran qualitat, tres clinòmetres, tres magnetòmetres i tres brúixoles; també cinc baròmetres, diversos termòmetres i psicròmetres, un evaporímetre, dos anemòmetres, nefoscopis i un actinòmetre. Amb aquest instrumental l'observatori dels jesuïtes de l'Havana es convertia en un dels de referència a l'època. Després d'Europa va viatjar als Estats Units d'Amèrica on hi tenia bons amics i companys de professió.

### Darrers dies
A inicis de 1893 va rebre una invitació per a participar en el Congrés Meteorològic que s'havia de celebrar a Chicago coincidint amb l'Exposició Universal de la ciutat; de fet, aleshores Benet Viñes era considerat com l'autoritat més competent i experimentada en la matèria. Els promotors del congrés li van demanar que presentés una ponència sobre la dinàmica dels ciclons tropicals però, tal com deia el biògraf Mariano Gutiérrez Lanza, no era més que «una armazón de huesos cubierta de nervios y recubierta de piel» i hagué de refusar-la. Malgrat les seves limitacions físiques, el sacerdot va trobar les forces suficients per a redactar el treball Investigaciones Relativas a la Circulación y Traslación en los Huracanes de las Antillas, finalitzat el 21 de juliol de 1893, que va ser transmès a Chicago immediatament. Aquesta obra és considerada el seu testament científic.
Només dos dies després d'acabar les Investigaciones..., prop de mitjanit, el pare Viñes traspassava després de vint-i-tres anys de treballs permanents al col·legi dels jesuïtes de l'Havana. No va ser-li practicada l'autòpsia i el diagnòstic apuntava a mort per hemorràgia cerebral i potser també arterioesclerosi i nefritis concomitant. Els funerals van ser un dels esdeveniments més solemnes de l'any a l'Havana; va ser enterrat al cementiri de Colón, a l'Havana, i no és estrany trobar el seu sepulcre, situat a uns cent metres de l'entrada i prop de la capella, guarnit amb flors encara avui en dia. Molts cubans no obliden un home que amb els seus "Avisos" enviats en els moments d'amenaça de ciclons, de manera totalment gratuïta i a costa de patiments i esforços, varen ser de vital importància.

## Estudis meteorològics

### Antecedents

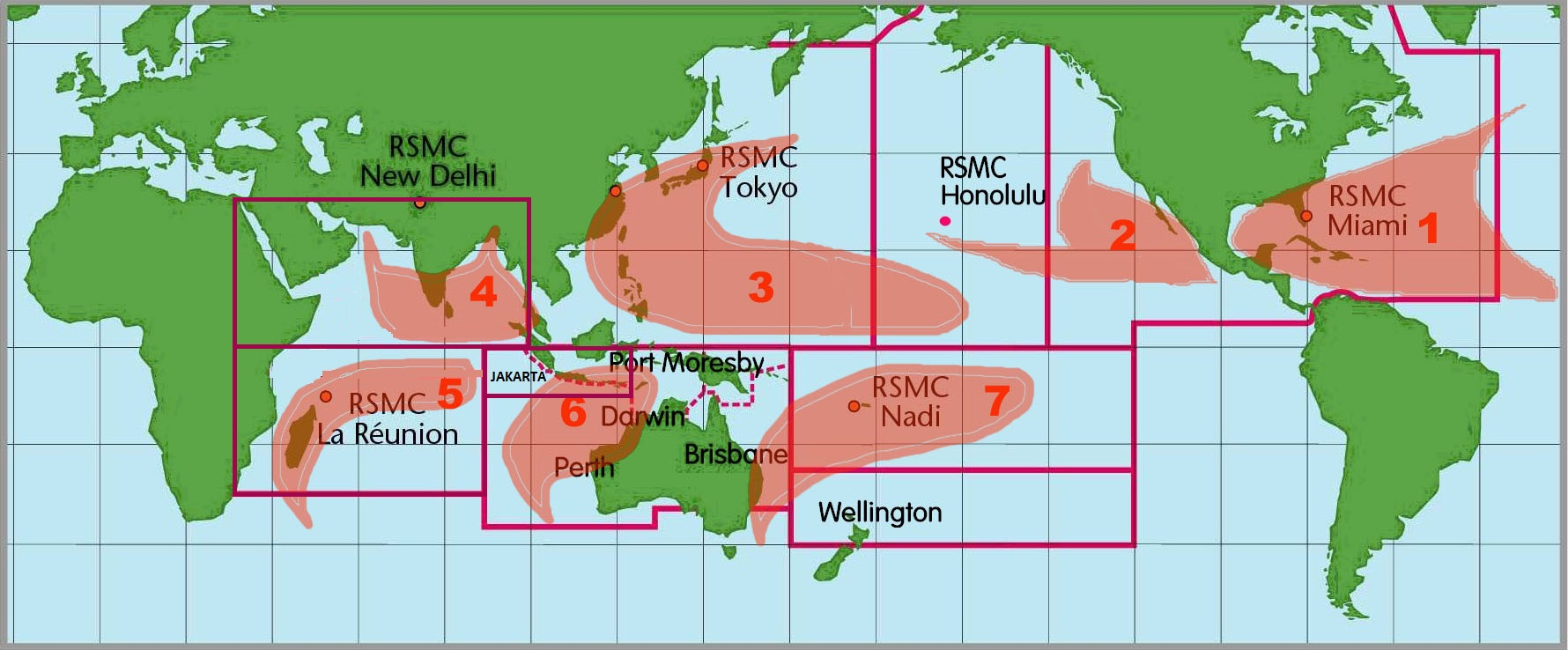
Les 7 zones dels ciclons tropicals

El 1687 William Dampier intueix que els huracans són immensos remolins i el 1846 William Charles Redfield publica l'enunciat de la llei pertinent. El 1803, Luke Howard estableix la classificació dels núvols, els quals dividia en cúmulus, cirrus i estratus i les seves variants. El 1855, Buys-Ballot enuncia la Llei dels vents que defineix la relació entre el vent i la pressió. Salvat i Brandes, en 1820, i Leverrier, una mica després, s'havien introduït en l'estudi de la meteorologia sinòptica. A les dècades dels seixanta i setanta del mateix segle, William Ferrel havia mostrat que els ciclons volten cap a l'esquerra a l'hemisferi nord i, com Gustave-Gaspard Coriolis, coneixia els desplaçaments que realitzen aquests fenòmens, que van quedar establerts en el Paràmetre de Coriolis.
Quan Viñes arriba a Cuba, el 1870, els fenòmens ciclònics de l'illa ja havien estat sotmesos a estudis. Desiderio Herrera Cabrera el 1847 havia publicat la Memoria sobre los Huracanes de la Isla de Cuba. A finals d'aquesta mateixa dècada, Andrés Poey Aguirre intentava crear un sistema d'observacions meteorològiques mitjançant la transmesa periòdica al seu estudi d'informes des de diversos indrets de l'illa; en no aconseguir desenvolupar el sistema, malgrat els seus intents d'implicar l'Administració cubana, instal·là un observatori al seu domicili i hi efectuà estudis durant un any, abans de traslladar-se als Estats Units d'Amèrica.
Des de 1858, els jesuïtes del col·legi de Belén de l'Havana efectuaven observacions sistemàtiques diàries que conformaren un registre històric notable, però la desafecció del Govern d'Espanya envers l'orde jesuïta en els temps en què Viñes arribà a Cuba afectaria negativament aquests treballs. En 1860, a instàncies de José Maria de la Torre, es dicta una Ordre Reial a fi de construir un observatori meteorològic permanent a l'Havana; l'Observatorio Físisco-Meteorológico s'instal·là a la Real Sociedad Econòmica i el 1887 es traslladà a la seu de la Universidad de la Habana. Del que se'n sabia res o quasi res sobre els ciclons a l'època era dels símptomes que es produïen abans de declarar-se el fenòmens i de la trajectòria que aquests seguirien; el pare Viñes dedicaria els seus esforços, destinats a esbrinar les lleis que regeixen els ciclons, aprofundint en les esmentades carències.

### Els seus estudis
Durant la seva estada a França s'havia instruït en Física, Meteorologia, Astronomia i Geologia, llegint texts dels millors científics antics i contemporanis, i millorà els coneixements de llatí amb els autors clàssics. Gràcies a la bibliografia citada a les seves obres, escrites posteriorment, coneixem els autors que va estudiar. A més d'aquests, però, és segur que en va llegir d'altres, encara que sorprèn que, pel que es desprèn dels seus escrits, no consultés alguns treballs importants publicats a l'època, inclosos alguns de fonamentals referents a tempestes i huracans. Va destacar en l'estudi dels vents, els núvols i les variacions de pressió atmosfèrica. La seva obra sobre els moviments, interns i de trajectòria, dels ciclons tropicals és un clàssic.
El Col·legi de Belén de l'Havana havia estat fundat l'any 1854 per Isabel II i quan Viñes hi va arribar, potser amb alguns llibres i papers, ja disposava d'un observatori meteorològic. Immediatament se'l va posar al front de l'observatori, instal·lat al mateix col·legi, en el qual no consta com a professor però és possible que hi impartís algunes classes; el que sí és segur que va fer dins l'àmbit docent va ser instruir els seus col·laboradors en la matèria objecte dels seus estudis. Entre aquests figuren el pare Tomás Ipiña, futur rector de la institució de Belén, el pare Bonifacio Valladares, company en les campanyes a través del territori, i el frare José Alberdi, que destacà per les seves observacions meteorològiques.
El pare Viñes s'havia interessat en la nefologia i havia estudiat, entre d'altres, l'obra de Luke Howard, que havia creat el sistema de nomenclatura dels núvols. Segons paraules d'aquest científic: «Els núvols estan subjectes a diverses modificacions produïdes per causes generals que afecten totes les variacions de l'atmosfera; normalment poden utilitzar-se com a bons indicadors visuals dels sistemes operatius d'aquestes causes» Per a la detecció de fenòmens ciclònics, el pare Viñes es fixava molt en els núvols de tipus cirrus i cirrostratus, i va traslladar els seus descobriments sobre aquest àmbit a una de les seves obres més consultades, Investigaciones relativas a la circulación y traslación ciclónica.
Viñes, amb els seus sòlids coneixements teòrics dels huracans, des del primer moment de l'arribada a l'Havana anava sempre acompanyat d'un quadern de notes on hi escrivia les seves observacions i reflexions. El quadern original es perdé, però molts dels seus estudiosos en conservaren transcripcions. Segurament, el científic va consultar tota la bibliografia corresponent a la meteorologia tropical i va analitzar els registres dels huracans recents. El 1870, arran dels primers huracans que va viure, publicà un petit però important assaig, Huracanes del 7 y el 19 de octubre de 1870, i l'any següent un treball titulat Memoria de la Marcha Regular o periódica e Irregular del Barómetro en La Habana desde 1858 a 1871 inclusive on descrivia magistralment la calma que va esdevenir al pas del vòrtex del cicló de 1865 per l'Havana.
Al mateix temps, el pare intercanviava publicacions sobre temes meteorològics, astronòmics i magnètics que s'editaven a Amèrica i Europa. Ell, des de l'observatori de Belén, enviava resultats de les seves observacions a altres institucions i, alhora, en rebia d'elles; entre altres publicacions destaquen per la seva importància els Weather Maps dels EUA i els Anuaris de la Meteorological Office de Londres. Altres estudiosos d'arreu del món també li transmetien els seus estudis i rebien els de Viñes. Fou, doncs, un científic ben connectat amb els àmbits acadèmics del seu temps malgrat les dificultats de comunicació de l'època. En 1873, especialment, manté una intensa activitat com a membre de la Real Academia de Ciencias Médicas, Físicas y Naturales de La Habana.
Les campanyes científiques dels anys 1876 i 1877, tractades més endavant, li permetrien redactar els Apuntes relativos a los huracanes de Las Antillas; en aquesta extensa memòria Viñes presentava les lleis que descriuen l'estructura ciclònica i la seva evolució. Amb aquesta obra, traduïda a l'anglès, francès i alemany, el meteoròleg es guanyava el prestigi entre la comunitat científica internacional. El manuscrit es conserva als arxius del Centro de Estudios de Historia y Organización de la Ciencia, a Cuba. Els Apuntes... li van permetre, més endavant, de fer l'enunciat de les Lleis Viñes, publicades pòstumament el 1895.
El 1876, el pare Viñes va intentar crear una xarxa d'observatoris meteorològics, distribuïts pel Carib, amb un sistema d'avisos regulars. La inèdita idea fou rebuda amb entusiasme per les institucions cubanes, però no va ser fins al 1886, deu anys més tard, que la Junta de Comercio de La Habana va prendre la determinació de portar-la a la pràctica, contractant el servei a la Cuba Submarine Telegraph Company i la West Indian & Panama Cable Company. El projecte, gràcies a la seva eficàcia, millorà substancialment la qualitat dels avisos que feia el pare Viñes, instal·lat a l'Observatori de Belén, i que a continuació transmetia als llocs afectats. El 1877 ja mantenia contactes regulars amb l'Administració dels Estats Units d'Amèrica; a partir de 1879 el US Signal Service —departament dels EUA encarregat dels afers astronòmics i meteorològics— usava les informacions periòdiques rebudes del pare per a redactar els seus informes i, alhora, Viñes rebia i processava informacions del departament estatunidenc. Malauradament, les diverses col·laboracions que havia forjat el pare amb les administracions nord-americanes es van estroncar el 1898 a conseqüència de la Guerra Hispano-estatunidenca. Mitjançant aquesta cooperació amb els EUA, Viñes havia establert contactes importants amb altres membres de la comunitat científica internacional. Valuosa, sinó imprescindible, fou l'ajuda que rebé dels col·laboradors que treballaven directament amb ell, entre els quals la del seglar Juan Gilibert que confeccionava les taules estadístiques i les planxes per a imprimir els informes que redactava el pare.
També demostrà el científic les seves aptituds com a inventor; l'any 1888 va idear dos instruments, que anomenà "ciclonoscopi de les Antilles" i "ciclononefoscopi de les Antilles". Aquests aparells van resultar de gran utilitat, especialment entre l'oficialitat de marina, per a detectar l'aproximació d'un cicló, determinant la posició del vòrtex de l'huracà mitjançant l'observació dels núvols.
Entre l'1 de setembre de 1882 i el 31 d'agost de 1883, a demandes de la Comissió Polar Internacional, va dur a terme un programa de mesuraments amb el magnetòmetre i el clinòmetre. El 1888 Everett Hayden, cap de la North American Marine Meteorology Division i editor de la Pilot Chart —l'editora de mapes meteorològics i oceanogràfics més qualificada internacionalment a l'època—, va visitar el pare Viñes a l'observatori de Belén; de tornada al seu país, Hayden va oferir diverses conferències en les quals proposava, com a homenatge al meteoròleg, anomenar "viñesas" els huracans.
La seva obra científica s'adscriu bàsicament al camp de la meteorologia. A la seva mort, el 1893, deixava escrites 14 obres publicades i 21 quaderns d'observacions meteorològiques i magnètiques, a més d'altres treballs i d'innombrables avisos, articles i comunicats. La metodologia de la seva feina es divideix en quatre àmbits:
- Observació: la tasca, en principi, hauria d'haver estat elaborada per ajudants però, vista la manca d'aquests, especialment durant els primers anys, era ell amb molt poca ajuda qui efectuava la visualització del cel i recollia les dades dels aparells, que transcrivia als informes.
- Gestió: de les investigacions, els materials, el manteniment d'instruments, els processos...
- Predicció: la utilització d'observacions i anàlisis per a elaborar pronòstics, que Viñes adreçava més a les situacions de risc que a la meteorologia diària.
- Difusió: avisos, informacions, articles, conferències, col·laboracions...[38]

### Les campanyes

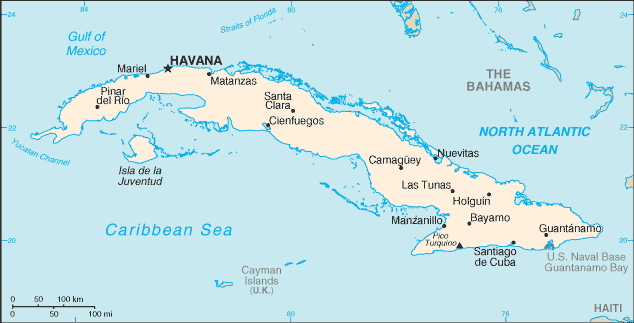
Principals ciutats de Cuba

Les destrosses que ocasionaren els primers huracans que va viure el pare Viñes, el 1870, el van impactar i aviat es va adonar que per a aprofundir en l'estudi dels fenòmens ciclònics no en tenia prou amb la interpretació de les observacions que feia i rebia, i que necessitava fer treballs de camp per a conèixer els efectes dels vents i les pluges in situ. Així, a continuació dels dos ciclons tropicals que havia sofert l'illa l'octubre de 1876, després de cinc excepcionals anys de calma, va planificar un viatge que visitaria el trajecte que aquests havien fet pel territori. El repte, donades les condicions de l'època, era considerable; en moltes ocasions, es tractava d'endinsar-se en terres ignotes, no cartografiades i sense vies de comunicació. A això s'afegiria que el pressupost per al seu finançament resultaria molt reduït. A aquest efecte, havia recorregut al rector del Col·legi jesuïta, que va donar la seva aprovació i va demanar l'ajuda de l'Administració i de l'Acadèmia; aquestes proporcionaren al pare Viñes acreditacions, permisos i cartes de recomanació, però no consta que subvencionessin les expedicions amb aportacions pecuniàries. Algunes empreses de transports marítims i terrestres l'hi facilitaren part dels desplaçaments en les seves campanyes científiques.
Dificultat afegida va ser la urgència de l'operació, ja que Viñes necessitava presenciar en directe i immediatament els efectes produïts pels fenòmens per a analitzar-los abans que alguns d'aquests efectes s'esvaïssin; un dels objectius principals era conèixer l'abast de les zones inundades. Una vintena de dies després del segon cicló, el científic ja tenia endreçada la qüestió logística del viatge i, probablement, el dia 10 de novembre sortien amb tren de l'Havana cap a Matanzas. Sobta el fet que en el seu relat del viatge manquin les dates i que no referís qui era l'acompanyant que hi esmenta, que probablement era el pare Fernández Valladares. Amb embarcacions, ferrocarrils, carruatges, cavalleries i moltes etapes a peu, es desplaçaven al llarg de la trajectòria de l'huracà observant amb meticulositat les conseqüències del pas del fenomen en els sols, en la vegetació baixa, en els arbres, les zones anegades per les aigües, i fent nombroses i perspicaces anotacions pertinents gràcies, també, als seus coneixements topogràfics. Autoritats, institucions i particulars dels territoris que visitaven els allotjaven amb hospitalitat, en algunes ocasions en domicilis humils. A més de les observacions pròpies, recollia testimonis directes de la gent del país sobre el pas del cicló, també importants informacions d'oficials de la Marina i d'empleats ferroviaris i va tenir accés a valuoses dades baromètriques. Als quinze dies de la partença ja era de tornada al col·legi i, ràpidament, amb les conclusions extretes va redactar l'informe corresponent i el va presentar a l'Acadèmia. A més de les seves reflexions científiques, en les seves anotacions va reflectir, amb preocupació, les precàries condicions de la població més humil; també es queixava dels mosquits.

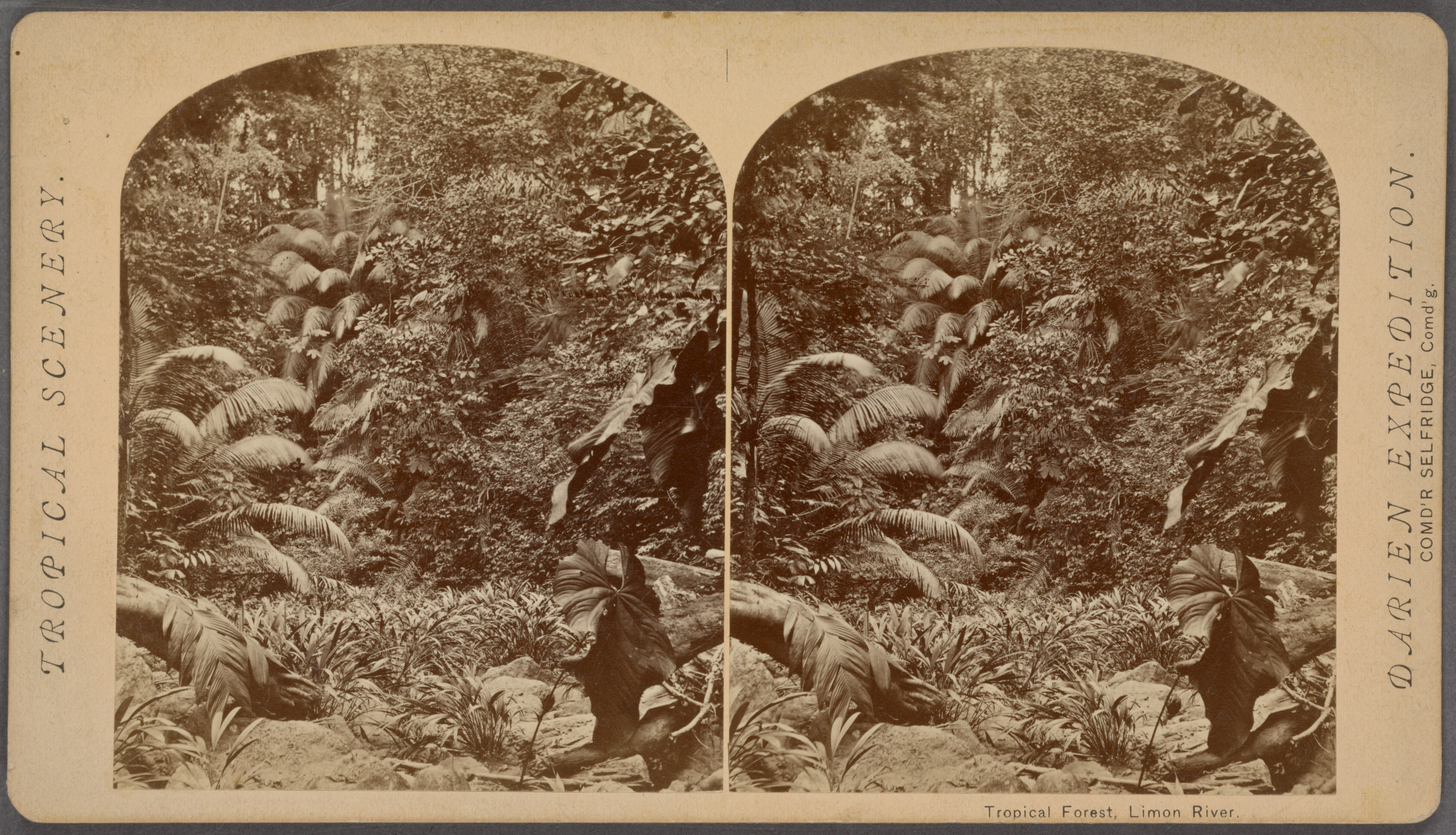
Vista estereoscòpica d'un bosc tropical, Jonh Moran (1831-1903)

Al final serien quatre els viatges de reconeixement que efectuà per Cuba, durant un període de set mesos, finalitzant-los el juny de 1877. El primer, cap a l'est i sud-est de l'Havana, havia resultat molt fructífer malgrat haver-se hagut de planificar i realitzar amb gran celeritat; però, d'acord amb els interessos del científic, precisament aquest fet li va permetre recollir sobre el terreny valuoses informacions recents als fets. El mes de gener de 1877 ja havia efectuat dos viatges més, més curts que l'anterior, cap al sud, sud-est i oest de la capital. La darrera campanya, destinada a recollir dades a les illes veïnes de Puerto Rico i Hispaniola, va ser duta a terme durant mes i mig o dos mesos, entre febrer i abril, i resultaria la més llarga.
Les observacions foren abundoses, malgrat que algunes manifestacions provocades pels fenòmens atmosfèrics havien quedat "diluïdes" pel temps transcorregut quan Viñes les observà. El científic estava interessat a realitzar dues campanyes més, una a l'Illa de la Juventud, al sud de l'Havana, i una altra a la Província de Guantánamo, a l'extrem oriental de Cuba; però aquests dos projectes hagueren d'ésser avortats, el segon a causa del procés revolucionari que estava sorgint a la regió.
Com a resultat d'aquests viatges, Viñes va presentar un informe a l'Acadèmia i va oferir diverses conferències que, posteriorment, sintetitzà en una de les seves obres cabdals, Apuntes Relativos a los Huracanes de las Antillas en Septiembre y Octubre de 1875 y 1876, referida més amunt; en ella presentava les lleis que descriuen l'estructura ciclònica i la seva evolució, i fou clau per a redactar posteriorment els enunciats de les Lleis Viñes.

### Les Lleis Viñes
Les Lleis dels huracans de Viñes, publicades el 1895 i reiteradament anomenades Lleis Viñes (o Lleis de Viñes), varen ser indispensables per a fer prediccions meteorològiques fins a la Segona Guerra Mundial quan, lluny de ser derogades, van ser millorades gràcies a refinaments teòrics i millores tècniques. Els intensos estudis, anàlisis i treballs de camp, van permetre al meteoròleg formular dues Lleis de la Circulació i sis de la Translació Ciclònica. Van ser redactades pel pare, tal com es referix més amunt en l'apartat de la seva biografia, en ocasió del Congrés Científic de Chicago de l'any 1893, trobant-se ja el pare Viñes en un estat de salut molt deteriorat.
Aquestes lleis es refereixen a dos punts fonamentals: d'una banda, a la circulació o dinàmica dels vents dins del cicló, que Viñes anomena "revolts" (revueltas), i de l'altra, a la translació del cicló en l'espai. Es van editar per primera vegada a l'Havana el 1895, mort ja el seu autor, amb el títol Investigaciones relativas a la Circulación y Traslación Ciclónica en los Huracanes de Las Antillas; l'obra es va traduir a l'anglès i a l'alemany, i diverses publicacions científiques europees i americanes feren referències als treballs de Viñes i als seus resultats. Institucions científiques europees i americanes varen atorgar-l'hi distincions.
Així, les vuit lleis queden dividides en dos àmbits, les dues primeres lleis corresponen al moviment dels vents a l'interior de l'huracà i les sis restants tracten del desplaçament que fan sobre el terreny:
- La primera Llei de la Circulació defineix la ja coneguda rotació a l'esquerra dels ciclons a l'hemisferi nord. La segona llei, innovadora, ho fa quant al comportament dels vents respecte a la seva altura i observava la disposició dels núvols resultants. Aquesta segona llei, que per primera vegada en la història de la Meteorologia descrivia el fenomen atmosfèric en un sentit tridimensional, va provocar reaccions adverses per part de membres de la comunitat científica, però a inicis del segle xx el físic i meteoròleg Wilhelm von Bezold (Múnic, 1837-1907)[n. 1] va demostrar-la.
- Les sis Lleis de la Translació Ciclònica fan referència a trajectòries i velocitats. La primera tracta de la trajectòria en forma de paràbola del cicló. La segona relaciona el revolt del cicló amb la latitud i l'estació de l'any. La tercera, complementària de l'anterior, determina la direcció de la trajectòria del cicló. La quarta, complementària de les anteriors, indica les zones de preferència de desplaçament del cicló. La cinquena tracta de la seva velocitat de translació en determinats moments del fenomen. La sisena relaciona la velocitat del revolt i la paràbola del seu desplaçament.[44]

### Pronòstics
Alguns autors creuen que Viñes, als sis mesos d'estada a Cuba, ja va fer alguna predicció abans del segon huracà, el 19 d'octubre de 1870; en una nota del 20 d'octubre a La Voz de Cuba, l'endemà del pas del cicló, s'agraeix als pares del col·legi de Belén de l'Havana les observacions fetes. Ho recull Ramos Guadalupe en l'obra citada, malgrat que el mateix Ramos ho posa en dubte, atesa la "inseguretat" de les paraules que apareixen en el redactat del seu primer pronòstic conegut, del 1875.
Entre 1871 i 1874 els fenòmens ciclònics es van reduir, excepcionalment, a un de petites proporcions esdevingut l'octubre de 1873. No s'han documentat prediccions del sacerdot durant aquests anys, malgrat que algun autor diu que sí que en feu i que guanyà notorietat amb ells. L'any 1873 rep d'Europa un meteorògraf que resultarà cabdal en les seves observacions; l'aparell recollia, ininterrompudament durant un període d'una setmana, dades referents a la pressió atmosfèrica, la direcció i velocitat del vent i la precipitació. Malgrat l'aparició de l'instrument, les deu observacions "manuals" diàries que es feien a Belén continuaren efectuant-se amb precisió.
L'11 de setembre de 1875 el pare Viñes emetia el primer pronòstic de cicló conegut al món. Queden documentades moltes de les prediccions que posteriorment realitzaria i se'n coneixen molt poques que resultessin errades. De manera destacada, per la intensitat dels fenòmens, en aquells primers anys l'observatori va preveure l'huracà de setembre de 1875, el del 15-17 de setembre de 1876 i un altre l'octubre del mateix any. El reconeixement que aquesta feina del pare Viñes mereixia a l'època per part de la societat cubana queda palès en declaracions fetes per diverses institucions, com la publicada pel Boletín Mercantil de Puerto Rico ja el 5 d'octubre de 1877 quan el científic començava a redactar els seus "Avisos":
| « | El Padre Viñes, cuya voz tiene para nosotros la autoridad de un oráculo, calmó nuestras almas con oportunas noticias. Él bien merece la reputación que tiene en Europa. España debe estar orgullosa de él. | » |

De fet, la repercussió positiva de les seves previsions en persones, transport marítim, economia... era de gran abast i Viñes era considerat, gràcies a elles, una autoritat en la matèria. Reconegut queda l'altruisme i les capacitats del pare Benet Viñes en les paraules que el cap de l'eminent US Signal Service a Washington, Wilford M. Wilson, escrivia el 1890: 
| « | «El pare Viñes, S.J., ha continuat enviant, amb un dispendi per a aquesta oficina del cost dels telegrames solament, la seva opinió i prediccions respecte de la posició i marxa probable dels huracans. El cap del Signals Service té el plaer de poder donar testimoni de l'encert i el zel del pare Viñes, que sempre ha posat de manera espontània i gratuïta els seus valuosos serveis a disposició d'aquesta Oficina». | » |

### Activa
- Viñes Martorell, Benet. Viaje científico (de exploración por diversos puntos de la Isla).  L'Havana: Anales de la Real Academia de Ciencias Médicas, Físicas y Naturales de La Habana, 13, 1877, p. 427.
- Viñes Martorell, Benet. Apuntes relativos a los huracanes de las Antillas en septiembre y octubre de 1875 y 1876.  L'Havana: Anales de la Real Academia de Ciencias Médicas, Físicas y Naturales de La Habana, 14, 1877-1878, p. 230-557.
- Viñes Martorell, Benet. Huracanes del 7 y 19 de octubre de 1870.  L'Havana: Tipografia i Papelera El Iris, 1878.
- Viñes Martorell, Benet. Las tempestades de Cuba, noviembre 14 de 1886.  L'Havana: Anales de la Real Academia de Ciencias Médicas, Físicas y Naturales de La Habana, 23, 1886, p. 339-340.
- Viñes Martorell, Benet. Observaciones del paso de Venus, hechas en el Real Colegio de Belén de la Habana, el 6 de diciembre e 1882.  L'Havana: Anales de la Real Academia de Ciencias Médicas, Físicas y Naturales de La Habana, 24, 1887, p. 74-81.
- Viñes Martorell, Benet. Investigaciones relativas a la circulación y traslación ciclónica de los huracanes de las Antillas».  L'Havana: Anales de la Real Academia de Ciencias Médicas, Físicas y Naturales de La Habana, 31, 1894, p. 58.

♦ Algunes edicions de les obres de Benet Viñes

### Passiva
- Batlló Ortiz, Josep. «Volum VI». A: Els ciclonistes catalans: Benet Viñes.  Barcelona: Quaderns d'Història de l'Enginyeria, 2004.
- Corbella, Jacint; Domènech, Edelmira. «Benet Viñes i Martorell (1837-1893), meteoròleg a Cuba.». A: Científics del Priorat.  Barcelona: IEC. Secció de Ciències Biològiques, 2002, p. 256. ISBN 84-7283-658-4.
- Fernández-Partagás Díaz, José J. Complementary Observation.  Miami: School of Marine and Atmospheric Science, 1975. «Centenari del primer pronòstic d'huracans. Universitat de Miami, setembre, 1975»
- Gutiérrez Lanza, Mariano. Álbum Conmemorativo del Quincuagésimo Aniversario de la fundación en La Habana del Colegio de Belén de la Compañía de Jesús.  L'Havana: Imprenta Avisador Comercial, 1904.
- Linés Escardó, Alberto. El Padre Viñes en el entorno científico de su tiempo, 1993. «Conferencia inaugural del Simposium Internacional sobre Ciclonología Tropical. Juliol, 1993.»
- Linés Escardó, Alberto. «La figura de Benet Viñes». A: Treballs de la SCG.  Barcelona: Societat Catalana de Geografia, Juny, 1995.
- López de Santa Anna, Antonio. Biografía del P. Benito Viñes.  Santander: Taller de Artes Gráfiques Hermanos Bedia, 1957, p. 96. «Contribución a una biografia completa del R. P. Benito Viñes Martorell célebre meteorólogo de las Antillas. Con ocasión del centenario del Observatorio del Colegio de Belén, Habana, Cuba, 1858-1958»
- Mestre, Arístides. Noticias sobre la vida y los trabajos del académico de mérito Rdo. P. Benito Viñes.  L'Havana: Anales de la Real Academia de Ciencias Médicas, Físicas y Naturales de La Habana, 30, 1893, p. 176.
- Ramos Guadalupe, Luis Enrique. El Padre Benito Viñes en el primer centenario de su muerte, 1993. «Obra guardonada en el certamen de 1993 convocat per la Sociedad Meteorológica de Cuba. (No publicat)»
- Ramos Guadalupe, Luis Enrique. Benito Viñes. Estudio biográfico.  L'Havana: Editorial Académica, 1996, p. 128.
- Ratés, Ramon. Batecs del cor, 1976, p. 95.
- Varis. «Tropical Cyclones». A: Compendium of Meteorology (en anglès).  Boston: American Meteorological Society, 1951.